# Повесть о любви Херея и Каллирои
«По́весть о любви́ Хере́я и Каллиро́и» (др.-греч. Τὰ περὶ Χαιρέαν καὶ Καλλιρρόην) — один из пяти канонических греческих романов. Об авторе романа, Харитоне Афродисийском (др.-греч. Χαρίτων Ἀφροδισιεύς), нам известно только то, что он сам сообщает во вступительной фразе: «Харитон-афродисиец, писец ритора Афинагора, расскажу я историю одной любви, происшедшую в Сиракузах».

## Время создания
Эрвин Роде считал произведение Харитона одним из наиболее поздних романов и относил его к V веку н. э. Но такая датировка романа оказалась неверной, что убедительно было доказано находкой папирусных отрывков, обнаруженных в Египте, датируемых II в. н. э. На листах пергамента, где были помещены отрывки романа о царевне Хионе, содержались и главы из последней книги романа Харитона. Роман Харитона является одним из наиболее ранних произведений этого жанра.

## Историзм
Роман Харитона ещё связан (в отличие от более поздних романов) с историографической традицией. Отцом главной героини красавицы Каллирои назван знаменитый сиракузский стратег Гермократ, победивший Афинский флот в 413 до н. э., а одним из её многочисленных поклонников изображён персидский царь Артаксеркс II. В соответствии с правилами написания исторических сочинений Харитон красочно описывает взятие города Тира, показывает морской бой. По образцам, встречающимся у историков, построена речь Херея перед войском. Однако по ходу действия Харитон все далее отходит от показа исторических лиц и событий и произвольно меняет исторический фон, укрепляя прежде всего чисто приключенческую линию романа.

## Сюжет
Херей и Каллироя, молодые жители Сиракуз, отличались богатством и неземной красотой. Встретившись на празднике, посвящённом Афродите, молодые люди с первого взгляда влюбляются друг в друга; счастливая пара сочетается браком. Но богиня Афродита, чьей власти раньше не признавал Херей, гневается на молодого супруга и подвергает его тяжёлым испытаниям. Херей, охваченный ревностью, по наветам отвергнутых Каллироей женихов, наносит жене страшный удар в живот, и та падает как мёртвая. Так как Каллироя долго не приходит в чувство, то её, считая умершей, торжественно погребают вместе с большим количеством драгоценностей. Ночью пират Ферон со своей шайкой взламывают склеп и обнаруживают там очнувшуюся от мнимой смерти Каллирою. Забрав драгоценности и Каллирою, разбойники увозят её на корабле и продают как рабыню богатому и знатному жителю Ионии Дионисию, который недавно овдовел и остался с маленькой дочкой на руках. Дионисий сразу же пленяется красотой своей новой невольницы, но видя в ней женщину благородного происхождения и не желая силой владеть ею, предлагает ей вступить с ним в законный брак. Каллироя сначала отказывается, но, обнаружив, что у неё должен быть ребёнок от её мужа Херея и не желая, чтобы её дитя стало рабом, соглашается и выходит вторично замуж за Дионисия.
Херей после смерти Каллирои впадает в отчаяние, обвиняет себя в несправедливой ревности и, обнаружив исчезновение жены, отправляется на её поиски. Пойманный пират Ферон рассказывает о судьбе Каллирои, и Херей спешит в Милет. Но по дороге Херея и его друга Полихарма захватывают в плен персы и продают как рабов сатрапу Митридату. Херей после многих расспросов узнает о судьбе Каллирои, теперь богатой и знатной жены Дионисия. Благодаря своей неземной красоте Каллироя пленяет сердца всех мужчин, встречавшихся на её пути. Херей, его господин — сатрап Митридат, Дионисий — все только и думают, как обладать ею. Дионисий, случайно прочитав письмо Херея к Каллирое и считая Херея умершим, объявляет, что это письмо подделано Митридатом, и подает на него жалобу персидскому царю Артаксерксу. Но Митридат оправдывается, когда на суде появляется сам Херей, и происходит сцена его узнавания Каллироей. Тем не менее царь колеблется решить дело в пользу Херея, так как он и сам пленился прекрасной гречанкой. Начавшийся в это время поход против восставшего Египта даёт царю возможность на неопределённое время отложить судебное решение о судьбе Каллирои. Оскорбленный Херей, не получив Каллирои, перебегает на сторону восставших египтян, храбро сражается против персов и разбивает персидское войско, захватив в плен жену царя Статиру, вместе с её служанками была и Каллироя. Херей возвращает царю всех пленных, оставляя себе только Каллирою и возвращается с ней домой в Сиракузы. Каллироя пишет письмо Диониссию, что оставляет ему взамен себя ребёнка, так и не открыв, что это не его сын. Так же она запрещает ему жениться вторично, чтобы у сына не было мачехи, а у Диониссия снова ребёнка, «хватит с тебя и двоих детей». По возвращении домой Херей рассказывает всем о приключении Каллирои, с гордостью добавляя, что его сын вырастет, получит все богатства Диониссия и вернётся на Родину, к матери. Тогда он и узнает, кто его настоящий отец. А до этого времени не стоит мешать ему стать владельцем всего богатства Диониссия. Народ прославляет Херея и Каллирою, а они возносят молитвы богине любви Афродите, в благодарность за их счастливое воссоединение.

## Харитон и греческий роман
В романе Харитона мы видим уже четко разработанную типовую схему всех греческих любовных романов: гнев Афродиты, кораблекрушение, мнимая смерть одного из героев, продажа в рабство, распятие на кресте, письма, вещие сны. Герои из-за своей красоты подвергаются покушениям на них со стороны окружающих, но остаются верными своей любви.
Вместе с тем Харитон отличается от других романистов простотой и безыскусностью: у него нет второй темы с другой влюблённой парой, обширных софистических отступлений, псевдонаучных рассуждений и обилия невероятных приключений.

## Исследования
- Беркова Е. А. Харитон // Античный роман. М., 1969. С. 35-51.